# Júlíana Sveinsdóttir
Júlíana Sveinsdóttir, född 31 juli 1889 på Västmannaöarna, död 1966 i Danmark, var en isländsk målare.
Júlíana Sveinsdóttir utbildade sig för Þórarins B. Þorláksson på Island och 1912–1917 vid Det Kongelige Danske Kunstakademi i Köpenhamn, där hon också senare var bosatt. Hon målade kraftiga, djupstämda landskap, bland annat från sin födelseplats Västmannaöarna, men målade även porträtt och stilleben samt utförde mosaiker och vävnader.

## Eftermäle
Nedslagskratern Sveinsdóttir på planeten Merkurius är uppkallad efter henne.